# 3-я танковая бригада
3-я танковая Чаплинско-Будапештская Краснознамённая, орденов Суворова, Кутузова и Богдана Хмельницкого бригада — танковая бригада Красной армии ВС СССР, в годы Великой Отечественной войны.
Условное наименование — войсковая часть полевая почта (в/ч пп) № 61841.
Сокращённое наименование — 3 отбр (до 01.01.1943), 3 тбр.

## История формирования
3-я отдельная танковая бригада была сформирована на основании приказа НКО СССР № 0063 от 12 августа 1941 года и директивы заместителя наркома обороны Я. Н. Федоренко № 5952 от 25 августа 1941 года. Бригада формировалась с 25 августа по 4 сентября 1941 года, в хуторе Пятихатки Харьковской области, по штатам отдельной танковой бригады № 010/75—010/83 от 23 августа 1941 года. 
На формирование бригады были обращены части 37-й танковой дивизии. Бригаду формировали командир бригады майор Сентюров, комиссар бригады старший батальонный комиссар Щербак и начальник штаба подполковник Выжигин.
- стрелкового оружия: винтовок и карабинов — 1028; автоматических винтовок СВТ — 275
- пулемётов: станковых пулемётов Максима — 6; ручных — 43; ППШ — 44
- зенитных пулемётов — 4; 37-мм зенитных пушек — 12; противотанковых пушек (Т-16) — 8; миномётов — 12
- танков КВ-1 — 7; Т-34 — 22; БТ-7 — 27; Т-26 — 32; Т-28 — 1; Т-16 — 4
- бронеавтомобилей БА-20 — 4
- автомобилей: легковых — 9; грузовых — 212; специальных — 48
- тракторов Ворошиловец — 15
- мотоциклов — 53

31 декабря 1941 года бригада была выведена на укомплектование в город Верхнее. 1 января 1942 года, на основании директивы заместителя наркома обороны Я. Н. Федоренко № 167/н, бригада была переведена на новые штаты № 010/303—010/310. Из расформированного танкового полка были созданы 1-й и 2-й танковые батальоны трёхротного состава, из зенитного дивизиона была создана зенитная батарея 4-х орудийного состава вошедшая в состав мотострелково-пулемётного батальона. Бригада получила: 6 танков Т-26 и 15 танков Т-60 с экипажами имевшими по 20—30 минут практического вождения, своим ходом в бригаду прибыло только 7 танков, остальные встали на ремонт. За 2 дня до отправки бригады на фронт прибыли 10 танков КВ-1 и 260 человек пополнения в мотострелково-пулемётный батальон, одетых по летней форме одежды.
29 июля 1942 года бригада была выведена в Резерв Ставки ВГК и направлена своим ходом в Саратовский автобронетанковый центр на доукомплектование. 2 августа совершив 400 километровый марш бригада сосредоточилась в районе села Песчаный Умёт Саратовского района, где с 4 августа по 5 сентября 1942 года проводила переформирование по новым штатам № 010/270—010/277, укомплектование и учёбу. При этом из бригады была исключена зенитная батарея, в штат была введена истребительно-противотанковая батарея из 4-х 76-мм пушек.
- стрелкового оружия: винтовок — 450; автоматов — 165; револьверов и пистолетов — 114
- станковых пулемётов — 4; ручных пулемётов ДП — 19; противотанковых ружей — 6
- противотанковых 76-мм пушек — 4; 82-мм миномётов — 6
- танков Т-34 — 24; Т-70 — 16
- бронеавтомобилей БА-64 — 3
- автомобилей — 93
- мотоциклов — 4

## Участие в боевых действиях
Период вхождения в действующую армию: 6 сентября 1941 года — 30 июля 1942 года; 6 сентября 1942 года — 12 ноября 1942 года; 31 декабря 1942 года — 9 мая 1945 года.
На основании распоряжения Ставки ВГК от 5 сентября 1942 года бригада поступила в подчинение 24-й армии Сталинградского фронта, 6 сентября погрузилась в эшелоны на станции Татищево и 8 сентября разгрузилась на станциях Липки и Лог. 10 сентября бригада сосредоточилась в месте назначения балке Сухой Каркагон, где начала подготовку к боевым действиям. 11 сентября бригада была переподчинена 1-й гвардейской армии.

## Состав
- Управление бригады (штат № 010/75)
- 3-я отдельная рота управления (штат № 010/76)
- 3-я отдельная разведывательная рота (штат № 010/77)
- 3-й отдельный танковый полк (штат № 010/78)
  - 1-й тяжёлый танковый батальон
  - 1-й легкотанковый батальон
  - 2-й легкотанковый батальон
- 3-й отдельный моторизованный стрелково-пулемётный батальон (штат № 010/79)
- 3-й отдельный зенитный артиллерийский дивизион (штат № 010/80)
- 3-я отдельная ремонтно-восстановительная рота (штат № 010/81)
- 3-я отдельная автотранспортная рота (штат № 010/82)
- Медико-санитарный взвод (штат № 010/83)
- Военная прокуратура
- Военный трибунал

- Управление бригады (штат № 010/303)
- Рота управления (штат № 010/304)
- Разведывательная рота (штат № 010/305)
- 1-й отдельный танковый батальон (штат № 010/306)
- 2-й отдельный танковый батальон (штат № 010/306)
- Мотострелково-пулемётный батальон (штат № 010/307)
- Ремонтно-восстановительная рота (штат № 010/308)
- Автотранспортная рота (штат № 010/309)
- Медико-санитарный взвод (штат № 010/310)
- Военная прокуратура

- Управление бригады (штат № 010/270)
- 584-й отдельный танковый батальон (штат № 010/271)
- 585-й отдельный танковый батальон (штат № 010/272)
- Мотострелково-пулемётный батальон (штат № 010/273)
- Истребительно-противотанковая батарея (штат № 010/274)
- Рота управления (штат № 010/275)
- Рота технического обеспечения (штат № 010/276)
- Медико-санитарный взвод (штат № 010/277)

- Управление бригады (штат № 010/500)
- 1-й отдельный танковый батальон (штат № 010/501)
- 2-й отдельный танковый батальон (штат № 010/501)
- 3-й отдельный танковый батальон (штат № 010/501)
- Моторизованный батальон автоматчиков (штат № 010/502)
- Зенитно-пулемётная рота (штат № 010/503)
- Рота управления (штат № 010/504)
- Рота технического обеспечения (штат № 010/505)
- Медико-санитарный взвод (штат № 010/506)

## В составе
| Подчинение     | Подчинение                | Подчинение            | Подчинение           | Подчинение            |
| Дата           | Фронт (военный округ)     | Армия                 | Корпус               | Примечания            |
| -------------- | ------------------------- | --------------------- | -------------------- | --------------------- |
| 1.09.1941 года | Харьковский военный округ | -                     | -                    | -                     |
| 1.10.1941 года | Юго-Западный фронт        | -                     | -                    | Фронтового подчинения |
| 1.11.1941 года | Юго-Западный фронт        | -                     | -                    | Фронтового подчинения |
| 1.12.1941 года | Южный фронт               | 9-я армия             | -                    | -                     |
| 1.01.1942 года | Южный фронт               | 12-я армия            | -                    | -                     |
| 1.02.1942 года | Южный фронт               | 37-я армия            | -                    | -                     |
| 1.03.1942 года | Южный фронт               | -                     | -                    | Фронтового подчинения |
| 1.04.1942 года | Южный фронт               | 37-я армия            | -                    | -                     |
| 1.05.1942 года | Южный фронт               | 37-я армия            | -                    | -                     |
| 1.06.1942 года | Юго-Западный фронт        | 38-я армия            | -                    | -                     |
| 1.07.1942 года | Юго-Западный фронт        | 38-я армия            | 22-й танковый корпус | -                     |
| 1.08.1942 года | Приволжский военный округ | -                     | -                    | -                     |
| 1.09.1942 года | Приволжский военный округ | -                     | -                    | -                     |
| 1.10.1942 года | Донской фронт             | 1-я гвардейская армия | -                    | -                     |
| 1.11.1942 года | Донской фронт             | 65-я армия            | -                    | -                     |
| 1.12.1942 года | Резерв Ставки ВГК         | -                     | -                    | -                     |
| 1.01.1943 года | Юго-Западный фронт        | -                     | 23-й танковый корпус | -                     |
| 1.02.1943 года | Юго-Западный фронт        | 3-я гвардейская армия | 23-й танковый корпус | -                     |
| 1.03.1943 года | Юго-Западный фронт        | -                     | 23-й танковый корпус | -                     |
| 1.04.1943 года | Юго-Западный фронт        | -                     | 23-й танковый корпус | -                     |
| 1.05.1943 года | Юго-Западный фронт        | -                     | 23-й танковый корпус | -                     |
| 1.06.1943 года | Юго-Западный фронт        | -                     | 23-й танковый корпус | -                     |
| 1.07.1943 года | Юго-Западный фронт        | -                     | 23-й танковый корпус | -                     |
| 1.08.1943 года | Юго-Западный фронт        | -                     | 23-й танковый корпус | -                     |
| 1.09.1943 года | Юго-Западный фронт        | -                     | 23-й танковый корпус | -                     |
| 1.10.1943 года | Юго-Западный фронт        | -                     | 23-й танковый корпус | -                     |
| 1.11.1943 года | 3-й Украинский фронт      | -                     | 23-й танковый корпус | -                     |
| 1.12.1943 года | 3-й Украинский фронт      | -                     | 23-й танковый корпус | -                     |
| 1.01.1944 года | 3-й Украинский фронт      | -                     | 23-й танковый корпус | -                     |
| 1.02.1944 года | 3-й Украинский фронт      | -                     | 23-й танковый корпус | -                     |
| 1.03.1944 года | 3-й Украинский фронт      | -                     | 23-й танковый корпус | -                     |
| 1.04.1944 года | 3-й Украинский фронт      | -                     | 23-й танковый корпус | -                     |
| 1.05.1944 года | 3-й Украинский фронт      | -                     | 23-й танковый корпус | -                     |
| 1.06.1944 года | 3-й Украинский фронт      | -                     | 23-й танковый корпус | -                     |
| 1.07.1944 года | 2-й Украинский фронт      | -                     | 23-й танковый корпус | -                     |
| 1.08.1944 года | 2-й Украинский фронт      | -                     | 23-й танковый корпус | -                     |
| 1.09.1944 года | 2-й Украинский фронт      | -                     | 23-й танковый корпус | -                     |
| 1.10.1944 года | 2-й Украинский фронт      | -                     | 23-й танковый корпус | -                     |
| 1.11.1944 года | 2-й Украинский фронт      | -                     | 23-й танковый корпус | -                     |
| 1.12.1944 года | 2-й Украинский фронт      | -                     | 23-й танковый корпус | -                     |
| 1.01.1945 года | 2-й Украинский фронт      | -                     | 23-й танковый корпус | -                     |
| 1.02.1945 года | 3-й Украинский фронт      | -                     | 23-й танковый корпус | -                     |
| 1.03.1945 года | 2-й Украинский фронт      | -                     | 23-й танковый корпус | -                     |
| 1.04.1945 года | 2-й Украинский фронт      | 46-я армия            | 23-й танковый корпус | -                     |
| 1.05.1945 года | 2-й Украинский фронт      | -                     | 23-й танковый корпус | -                     |

## Командование бригады

### Командиры бригады
- Сентюров, Кузьма Павлович[9] (25.08.1941 — 04.09.1941), майор;
- Шимкович, Андрей Леонтьевич (04.09.1941 — 20.09.1941), полковник (20.09.1941 тяжело ранен);
- Головчанский, Митрофан Яковлевич (20.09.1941 — 12.10.1941), майор;
- Новиков Николай Александрович (12.10.1941 — 07.06.1942), полковник, с 13.05.1942 генерал-майор танковых войск;
- Красноголовый, Владимир Иванович[10] (08.06.1942 — 15.03.1943), майор, подполковник, с 20.01.1943 полковник;
- Девятко, Иван Акимович[11] (16.03.1943 — 28.04.1944), подполковник, полковник;
- Копиенко, Владимир Емельянович[12] (29.04.1944 — 05.06.1944), полковник;
- Ивлиев, Иван Дмитриевич (06.06.1944 — 15.04.1945), подполковник;
- Харчевников, Иван Митрофанович (16.04.1945 — 29.07.1945), полковник[13][14]

### Заместители командира по строевой части
- Головчанский Митрофан Яковлевич (04.09.1941 — 20.09.1941; 12.10.1941 — 1942), майор, подполковник;
- Верба Андрей Афанасьевич (16.05.1942 — 11.11.1942), майор (11.11.1942 ранен);
- Девятко Иван Акимович (17.03.1943 — 04.1943), подполковник;
- Лыскин Алексей Михайлович[15] (1943), подполковник;
- Ворона Кирилл Игнатьевич (1944), подполковник;
- Троицкий Виктор Владимирович (12.1944 — 01.04.1945), подполковник (убит в бою)

### Военные комиссары бригады, с 09.10.1942 — заместители командира бригады по политической части
- Щербак Михаил Фёдорович (25.08.1941 — 04.09.1941), старший батальонный комиссар;
- Гришин Иван Иванович (04.09.1941 — 28.06.1942), полковой комиссар;
- Громадский Иван Павлович (28.06.1942 — 16.06.1943), батальонный комиссар, с 16.07.1942 старший батальонный комиссар, с 15.11.1942 — подполковник;
- Суслов Михаил Николаевич (28.06.1943 — 10.09.1943), подполковник (тяжело ранен);
- Володин Сергей Яковлевич (24.09.1943 — 29.07.1945), полковник[16]

### Начальники штаба бригады
- Выжигин Александр Дмитриевич (25.08.1941 — 04.09.1941), подполковник;
- Свиридов Андрей Георгиевич (04.09.1941 — 31.05.1942), подполковник;
- Девятко Иван Акимович (.09.1942 — 16.03.1943), майор, с 09.03.1943 подполковник;
- Плеханов Николай Александрович (17.03.1943 — 08.1943), майор, подполковник;
- Мешков Фёдор Гаврилович (08.1943 — 08.03.1944), майор;
- Денисов Евгений Алексеевич (08.03.1944 — 29.04.1944), майор;
- Ваганов Иван Степанович (29.04.1944 — 29.07.1945), подполковник[17]

## Отличившиеся воины
| Награда | Ф. И.О                        | Должность                                                          | Звание                                              | Дата награждения      | Примечания |
| ------- | ----------------------------- | ------------------------------------------------------------------ | --------------------------------------------------- | --------------------- | ---------- |
|         | Гвоздев, Алексей Фёдорович    | командир танкового взвода 2-го отдельного танкового батальона      | Старший лейтенант Бронетанковых войск Красной Армии | 24 марта 1945 года    |            |
|         | Екимов, Василий Григорьевич   | механик-водитель Т-34 1-го отдельного танкового батальона          | Сержант                                             | 24 марта 1945 года    |            |
|         | Ивлиев, Иван Дмитриевич       | командир бригады                                                   | Подполковник Бронетанковых войск Красной Армии      | 13 сентября 1944 года |            |
|         | Ионов, Сергей Петрович        | механик-водитель танковой роты 2-го отдельного танкового батальона |                                                     | 24 марта 1945 года    |            |
|         | Мамедов, Халил Мамед оглы     | командир 1-го отдельного танкового батальона                       | Капитан Бронетанковых войск Красной Армии           | 24 марта 1945 года    |            |
|         | Рева, Василий Лаврентьевич    | командир танка Т-34 1-го отдельного танкового батальона            | Младший лейтенант Бронетанковых войск Красной Армии | 24 марта 1945 года    |            |
|         | Рындя, Василий Ильич          | механик-водитель 1-го отдельного танкового батальона               | Младший сержант                                     | 27 марта 1942 года    |            |
|         | Самоваров, Василий Иванович   | командир танковой роты 2-го отдельного танкового батальона         | Старший лейтенант Бронетанковых войск Красной Армии | 24 марта 1945 года    |            |
|         | Сотниченко, Михаил Иванович   | командир танкового взвода 584-го отдельного танкового батальона    | Старший лейтенант Бронетанковых войск Красной Армии | 3 июня 1944 года      |            |
|         | Цупренков, Степан Григорьевич | командир танка 3-го отдельного танкового батальона                 | Младший лейтенант Бронетанковых войск Красной Армии | 15 мая 1946 года      |            |

## Танкисты-асы
| Ф. И.О                        | Должность                                                       | Звание            | Победы | Типы танков | Обстоятельства подвигов                                                                                |
| ----------------------------- | --------------------------------------------------------------- | ----------------- | ------ | ----------- | --- |
| Сотниченко, Михаил Иванович   | командир танкового взвода 584-го отдельного танкового батальона | старший лейтенант | 10     | Т-34        | из них 7 штурмовых орудий. В бою 13.03.1944 уничтожил: танк, 5 самоходных орудий из них 1 «Фердинанд». |
| Цупренков, Степан Григорьевич | командир танка 3-го отдельного танкового батальона              | младший лейтенант | 7      | Т-34        | из них в бою 12.03.1945 4 танка «Тигр» и 2 танка «Короле́вский тигр».                                   |

## Награды и почётные наименования
| Награда (наименование)                | Дата награждения                                                               | За что получена |
| ------------------------------------- | ------------------------------------------------------------------------------ | --- |
| Почётное наименование «Чаплинская»    | присвоено приказом Верховного главнокомандующего № 11 от 10 сентября 1943 года | в ознаменование одержанной победы и отличия в боях за освобождение города Чаплино                                                                                    |
| Почётное наименование «Будапештская»  | присвоено приказом Верховного главнокомандующего № 064 от 5 апреля 1945 года   | за отличие в боях за овладение городом Будапешт |
| Орден Красного Знамени                | награждена указом Президиума Верховного Совета СССР от 14 октября 1943 года    | за образцовое выполнение боевых заданий командования на фронте борьбы с немецкими захватчиками и проявленные при этом доблесть и мужество                            |
| Орден Суворова II степени             | награждена указом Президиума Верховного Совета СССР от 14 ноября 1944 года     | за образцовое выполнение заданий командования в боях с немецкими захватчиками, за овладение городом Дебрецен и проявленные при этом доблесть и мужество              |
| Орден Кутузова II степени             | награждена указом Президиума Верховного Совета СССР от 15 сентября 1944 года   | за образцовое выполнение заданий командования в боях с немецкими захватчиками, за овладение городом Яссы и проявленные при этом доблесть и мужество                  |
| Орден Богдана Хмельницкого II степени | награждена указом Президиума Верховного Совета СССР от 17 мая 1945 года.       | за образцовое выполнение заданий командования в боях с немецкими захватчиками при овладении городами Мадьяровар, Кремница и проявленные при этом доблесть и мужество |

## Послевоенная история
24 июля 1945 года, на основании приказа НКО СССР № 0013 от 10 июня 1945 года, 3-я танковая бригада была преобразована в 3-й танковый Чаплинско-Будапештский Краснознамённый, орденов Суворова, Кутузова и Богдана Хмельницкого полк (в/ч 61841) 23-й танковой Будапештской Краснознамённой ордена Суворова дивизии (в/ч 18876). В 1957 году у полка сменилась нумерация на 325-й танковый полк и он был передан в состав 30-й гвардейской танковой Ровенской Краснознамённой ордена Суворова дивизии (в/ч 16580), в которой находился до её преобразования, в 2004 году, в механизированную бригаду.